# Il fiume dell'ira
Il fiume dell'ira è un film del 1984 diretto da Mark Rydell e interpretato da Mel Gibson e Sissy Spacek.

## Trama
Tom Garvey è un agricoltore che lavora nella fattoria di famiglia accanto al fiume, con la moglie e i due figlioletti. Tom ama la terra dei suoi avi e ha le spalle forti e la testa dura per sopportare ogni difficoltà. Tra queste la più grossa è rappresentata da Joe Wade, ricco uomo d'affari da sempre innamorato della moglie di Garvey, che tenta in tutti modi di comprare la sua terra per poter creare una centrale elettrica e sommergere la vallata. Le disavventure sono tante e continue e Garvey, per mantenere la famiglia, accetta un lavoro in fonderia, scoprendo solo dopo di essere stato assunto come crumiro poiché gli operai sono in sciopero. Tornato a casa i problemi crescono: Wade, che controlla il mercato del mais, stringe nella morsa Garvey offrendogli pochissimi soldi per acquistare il suo granturco e una forte pioggia fa ingrossare il fiume, a mala pena arginato dal lavoro di Garvey e degli ultimi contadini rimasti.
Come ultima arma Wade arriva sulla riva del fiume con un manipolo di disperati per minacciare Garvey e gli altri contadini e obbligarli a vendere le proprietà ma Tom, prima da solo e poi aiutato da tutti gli altri, resiste e salva, per il momento, la terra dalla speculazione.

## Riconoscimenti
- 1985 - Premio Oscar
  - Miglior montaggio sonoro (Oscar Speciale) a Kay Rose
  - Nomination Miglior attrice protagonista a Sissy Spacek
  - Nomination Migliore fotografia a Vilmos Zsigmond
  - Nomination Miglior sonoro a Nick Alphin, Robert Thirlwell, Richard Portman e David M. Ronne
  - Nomination Miglior colonna sonora a John Williams
- 1985 - Golden Globe
  - Nomination Miglior attrice in un film drammatico a Sissy Spacek
  - Nomination Miglior colonna sonora a John Williams